# 褐斑櫛眼鰕虎魚
褐斑櫛眼鰕虎魚（学名：Ctenogobiops crocineus），为輻鰭魚綱鱸形目鰕虎亞目鰕虎科櫛眼鰕虎魚屬下的一个种，分布於印度西太平洋，從東非至澳洲大堡礁，北起日本琉球群島海域，分布於1-15公尺，體長可達5.5公分，棲息在礁石區底層水域，生活習性不明。

## 扩展阅读
- 維基物種上的相關：褐斑櫛眼鰕虎魚